# سوور دوکازو
سوور دوکازو (فرانسوی: Sauveur Ducazeaux‎; ۸ دسامبر ۱۹۱۱ – ۲۳ ژوئن ۱۹۸۷) دوچرخه‌سوار اهل فرانسه بود.